# Incubació bucal
La incubació bucal és el procés d'incubació que porten a terme alguns grups d'animals amb la seva progènie, mitjançant el qual els pares els allotgen en la seva cavitat bucal durant llargs períodes. Si bé la incubació bucal és duta a terme per una varietat d'animals diferents, incloent-hi el gripau de Darwin, és en els peixos en què la pràctica de la incubació bucal està més estesa. La incubació bucal ha evolucionat de forma aïllada en diverses famílies independents de peixos.

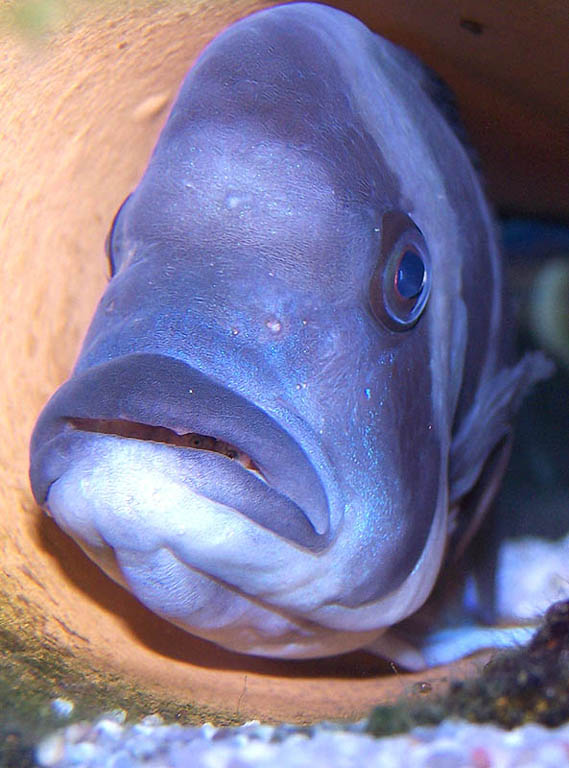
Un espècimen femella de Cyphotilapia frontosa incubant en la seva boca la seva progènie, els quals es poden veure apuntant des de la seva boca.

## Comportaments d'incubació bucal
En les espècies amb incubació bucal paterna és el mascle el que s'encarrega de tenir cura dels ous. Entre les espècies amb aquest comportament es poden esmentar l'arowana, el Betta amb incubació bucal Betta pugnax , i el peix gat de mar Ariopsis felis. És estrany trobar casos d'incubació bucal paterna entre els Cichla, encara que en alguns tilapiines es presenta, en particular en la tilàpia de mentó negre Sarotherodon melanotheron.
En les espècies amb incubació bucal materna és la femella la que s'encarrega de tenir cura dels ous. Es troben casos d'incubació bucal materna en cichildos africans i sud-americans. Els africans són els haplochromines, com ara els mbuna i incubadores bucals nans  Pseudocrenilabrus multicolor, i alguns dels tilapiines, com ara el  Oreochromis mossambicus i el Oreochromis niloticus. Els incubadores bucals sud-americans pertanyen tots a la subfamília dels Geophaginae (comunament anomenats "comdores de terra" a causa de la seva manera d'alimentació basat en remoure el substrat) com ara el Gymnogeophagus balzanii i el Geophagus steindachneri .
En les espècies amb incubació bucal compartida és tant la femella com el mascle els que cuiden els ous. Aquest és un cas relativament estrany, però per exemple es dona en els Cichla del genera Asprotilapia i Xenotilapia, i el peix gat, Phyllonemus typus .